# Blur (альбом)
Blur — музичний альбом гурту Blur. Виданий у лютому 1997 року лейблами Food, Virgin. Загальна тривалість композицій становить 57:01. Альбом відносять до напрямків альтернативний рок, lo-fi, інді-рок.

## Список пісень
1. Beetlebum
2. Song 2
3. Country Sad Ballad Man
4. M.O.R.
5. On Your Own
6. Theme From Retro
7. You're So Great
8. Death Of The Party
9. Chinese Bombs
10. I'm Just A Killer For Your Love
11. Look Inside America
12. Strange News From Another Star
13. Movin' On
14. Essex Dogs